# Кресент-Сіті (Флорида)
Кресент-Сіті (англ. Crescent City) — місто (англ. city) в США, в окрузі Патнем штату Флорида. Населення — 1654 особи (2020).

## Географія
Кресент-Сіті розташований за координатами 29°26′4″ пн. ш. 81°30′48″ зх. д. / 29.43444° пн. ш. 81.51333° зх. д. (29.434538, -81.513284).  За даними Бюро перепису населення США в 2010 році місто мало площу 6,25 км², з яких 5,42 км² — суходіл та 0,84 км² — водойми.

## Демографія
Згідно з переписом 2010 року, у місті мешкало 1577 осіб у 644 домогосподарствах у складі 379 родин. Густота населення становила 252 особи/км².  Було 889 помешкань (142/км²).
Расовий склад населення:
| - 58,4 % — білих - 30,8 % — чорних або афроамериканців - 1,1 % — вихідців з тихоокеанських островів - 0,5 % — корінних американців - 0,4 % — азіатів - 6,5 % — осіб інших рас |

До двох чи більше рас належало 2,3 %. Частка іспаномовних становила 17,7 % від усіх жителів.
За віковим діапазоном населення розподілялося таким чином: 24,7 % — особи молодші 18 років, 50,4 % — особи у віці 18—64 років, 24,9 % — особи у віці 65 років та старші. Медіана віку мешканця становила 45,6 року. На 100 осіб жіночої статі у місті припадало 80,4 чоловіків;  на 100 жінок у віці від 18 років та старших — 78,1 чоловіків також старших 18 років.
Середній дохід на одне домашнє господарство  становив 35 233 долари США (медіана — 26 202), а середній дохід на одну сім'ю — 43 848 доларів (медіана — 39 375). Медіана доходів становила 36 453 долари для чоловіків та 28 611 долар для жінок. За межею бідності перебувало 37,0 % осіб, у тому числі 59,4 % дітей у віці до 18 років та 18,4 % осіб у віці 65 років та старших.
Цивільне працевлаштоване населення становило 597 осіб. Основні галузі зайнятості: освіта, охорона здоров'я та соціальна допомога — 22,8 %, роздрібна торгівля — 17,8 %, мистецтво, розваги та відпочинок — 10,6 %, науковці, спеціалісти, менеджери — 9,7 %.